# جبل العوران (نهم)

تعديل مصدري - تعديل

جبل العوران هي إحدى قرى عزلة عيال صياد بمديرية نهم التابعة لمحافظة صنعاء، بلغ تعداد سكانها 1325 نسمة حسب تعداد اليمن لعام 2004.